# Verbena macdougalii
Verbena macdougalii — вид рослин родини Вербенові (Verbenaceae), поширений у пн.-зх. Мексиці й пд. США.

## Опис
Пряма товста багаторічна рослина з простими або розгалуженими запушеними стеблами до 90 см заввишки. Листки супротивні, на коротких черешках або сидячі, від довгасто-еліптичних до яйцеподібних, до 10 см завдовжки, основи звужені, поля пилчасто-зубчасті. Квіти в кінцевих колосах, до 10 см завдовжки, численні, 5-пелюсткові, від глибоко-фіолетових до синіх, до 1 см шириною.

## Поширення
Поширений у пн.-зх. Мексиці й пд. США (Колорадо, Вайомінг, Нью-Мексико, Техас, Аризона, Юта).